# 페트르 네차스
페트르 네차스(체코어: Petr Nečas, 문화어: 뻬뜨르 네챠스, 1964년 11월 19일~)는 체코의 정치인이다. 2010년 6월부터 2013년 7월까지 제9대 체코의 총리로 재직하였다.
우헤르스케흐라디슈테에서 태어났다. 브르노의 마사리크 대학교를 졸업하였다. 1991년 시민민주당에 입당했으며, 1992년 국회의원에 선출되었고, 2006년 노동사회복지장관에 임명되었다. 2010년 총선을 앞두고 미레크 토폴라네크 전 총리의 뒤를 이어 시민민주당 당수가 되었고, 총선 후 중도우파 연립정부를 구성하여 총리로 지명되었다.